# Santai
Santai är ett härad som lyder under Mianyangs stad på prefekturnivå i Sichuan-provinsen i sydvästra Kina. Det ligger omkring 100 kilometer nordost om provinshuvudstaden Chengdu